# Flugplatz Neuchâtel

i7
i11
i13
Der Flugplatz Neuchâtel, auch Flugplatz Neuchâtel-Colombier genannt, (ICAO-Code LSGN) ist ein Flugplatz in Colombier im Schweizer Kanton Neuenburg und Heimatflughafen der Swiss Flight Services Fluggesellschaft.
Das Flugfeld wurde 1955 in Betrieb genommen. Es hat eine Asphalt- und eine parallele Graspiste.
Die deutsche Pilotin Elly Beinhorn startete 1951 auf dem Flugplatz nach Italien und Afrika.